# کسلبار
شهر کَسِلبار (به انگلیسی: Castlebar) با جمعیت ۱۰٫۷۲۹ نفر در شهرستان مایو در کشور جمهوری ایرلند واقع شده‌است.